# Universidad Europea de Negocios
La Universidad Europea de Negocios fue una universidad chilena que pretendía ser creada por la IEDE para ofrecer cursos a alumnos de escasos recursos. Sin embargo, fue un fiasco porque solo llegó a tener 16 alumnos antes de ser cerrada por el Ministerio de Educación debido a que la IEDE se vio envuelta en un caso de fraude no solo en Chile sino en muchos países de América Latina. Posteriormente, la IEDE fue comprada por Laureate International Universities.
El supuesto objetivo de esta universidad era formar profesionales especializados en lo relativo a negocios con la Unión Europea, en atención al TLC que ésta suscribió con Chile en 2002.
Luego de la venta del IEDE a Laureate, los ex-dueños de Universidad Europea de Negocios están utilizando la marca IDDE para su negocio de Escuela de Postgrados.

## Carreras
Cuando abrió, ofrecía las carreras de Ingeniería Comercial y Contador Auditor. Pensaba abrir las de Sociología y Derecho, pero fue clausurada.